# Markku Koski
Markku Koski (* 15. října 1981) je finský snowboardista. Získal bronzovou olympijskou medaili na U rampě na zimních olympijských hrách v Turíně v roce 2006.
V roce 2009 vyhrál na mistrovství světa v Kangwonu ve Freestyle Big Air.